# Гі Лаліберте
Гі Лаліберте (фр. Guy Laliberté, нар. 2 вересня 1959, місто Квебек, Канада) — засновник і керівник компанії Cirque du Soleil (Цирк Сонця). Починав він як простий циркач: грав на акордеоні, ходив на ходулях і ковтав вогонь. Лаліберте створив цирк, який синтезував у собі різні циркові стилі з усього світу. На 2006 його 95 % пакет акцій оцінюється в 1,2 мільярда доларів.
У жовтні 2007 року заснував фонд One Drop («Одна крапля»). Фонд прагне привернути увагу до проблеми дефіциту чистої питної води і забезпечити населенню світу вільний доступ до незабрудненим джерелам.
За підсумками 2008 року мав 562-й номер у списку найбагатших людей світу. Його багатство оцінювали як 1,4 млрд доларів.
Гі Лаліберте — восьмий космічний турист, політ якого на МКС відбувся 30 вересня 2009 р. Старт на кораблі Союз ТМА-16, повернення — на Союз ТМА-14.
У Гі Лаліберте п'ятеро дітей: троє дітей (у тому числі старша дочка Нейма (Naïma, 03.10.1996) від шлюбу з Різі Морейра (Rizia Moreira) і двоє від Клаудії Барілла (Claudia Barilla). Діти звуть його «тато-дракон».

## Премії та нагороди
Університет Лаваля в Квебеку у 2008 році вручив Гі Лаліберте почесний докторський ступінь.
Роком раніше він отримав премію «Підприємець року» (Ernst & Young Entrepreneur of the Year) за досягнення в галузі підприємництва на місцевому, національному та міжнародному рівні.
У 2004 генерал-губернатор Канади вручив йому Орден Канади — найвищу нагороду в країні. У цьому ж році журнал «Time Magazine» назвав його одним з 100 найвпливовіших людей у світі.
У 2003 він отримав нагороду від компанії Condé Nast в рамках програми «Never Follow Program» для творців творчих та інноваційних проектів.
У 2001 Академія Відомих Монреальців (Académie des Grands Montréalais) присвоїла йому звання почесного жителя міста.
У 1997 Гі Лаліберте удостоївся вищої урядової нагороди Квебеку, ставши кавалером Національного ордена Квебеку (Ordre National du Québec).